# 津市図書館
津市図書館（つしとしょかん）は、三重県津市の公立図書館である。津市は2006年（平成18年）1月1日に10市町村が合併して発足し、これらの市町村が設置していた9つの図書館と2つの図書室を統合して発足した。

## 図書館・図書室一覧
津市図書館は以下の9館2室で構成される。統計数値は2014年度現在。
| 図書館/図書室名                              | 所在                                           | 開設       | 蔵書数（冊） | 延床面積（m2） |
| -------------------------------------------- | ---------------------------------------------- | ---------- | ------------ | -------------- |
| 津図書館                                     | 津市西丸之内23-1 津リージョンプラザ1・2階      | 1987年8月  | 376,755      | 3,090          |
| 津図書館美杉図書室                           | 津市美杉町八知5580-2 美杉総合文化センター1階   | 1972年10月 | 5,777        | 48             |
| 久居ふるさと文学館                           | 津市久居東鷹跡町2-3                            | 1993年4月  | 179,918      | 2,030          |
| 久居ふるさと文学館ポルタひさいふれあい図書室 | 津市久居新町3006 久居駅ビル「ポルタひさい」3階 | 1998年8月  | 0            | 75             |
| 河芸図書館                                   | 津市河芸町浜田782                              | 1987年11月 | 95,779       | 1,399          |
| 芸濃図書館                                   | 津市芸濃町椋本6824 芸濃総合文化センター1階     | 1997年4月  | 63,645       | 586            |
| 美里図書館                                   | 津市美里町三郷51-3 美里文化センター1階         | 1994年5月  | 39,806       | 153            |
| 安濃図書館                                   | 津市安濃町東観音寺418 サンヒルズ安濃1・2階     | 1996年7月  | 91,167       | 1,017          |
| きらめき図書館                               | 津市香良洲町2167 サンデルタ香良洲1階           | 1994年9月  | 43,319       | 432            |
| 一志図書館                                   | 津市一志町井関1792 とことめの里一志内          | 1997年7月  | 90,454       | 782            |
| うぐいす図書館                               | 津市白山町二本木1139-2 白山総合文化センター内  | 2004年11月 | 84,333       | 1,030          |

## 歴史
現行の津市域には1911年（明治44年）に安濃郡庁を利用して安濃郡立図書館が4月に、一志郡久居町に一志郡教育会付属図書館が10月に相次いで開館しているが、これらは津市図書館の前身とはなっていない。第二次世界大戦を前後して三重県では数多くの市町村立図書館が設置されてきたが、1937年（昭和12年）に三重県立図書館が仮開館していた津市と周辺町村では市町村立図書館の設置の動きは鈍く、現行の津市図書館につながるもので最も早く開館したのは、美杉村が1972年（昭和47年）10月に設置した図書室であった。その後、1987年（昭和62年）から2004年（平成16年）にかけて、合併前の10市町村すべてに市町村立の図書館・図書室が開設された。
2006年（平成18年）1月1日、旧津市、久居市、安芸郡河芸町・芸濃町・安濃町・美里村、一志郡香良洲町・一志町・白山町・美杉村が合併して新しい津市が発足、これらの市町村が設置していた図書館・図書室を引き継いで津市図書館が発足した。2007年（平成19年）4月1日には「津市図書館運営に関する基本方針」が公表され、市内の9館2室を一体的に運営する新たな方針が示された。
2015年（平成27年）2月27日から3月25日まで、津図書館・河芸図書館・うぐいす図書館が一斉に「津ぎょうざ」をテーマにした展示会を開催し、津ぎょうざの実物大レプリカや津ぎょうざのキャラクター「つつみん」の展示、三重県内のご当地グルメによるまちおこし団体や地域活性化に関する書籍の紹介などを行った。

## 利用案内
津市図書館の蔵書であればどの図書館・図書室でも返却できる。ただし、相互貸借資料と視聴覚資料は借りた図書館・図書室で返却する必要がある。
- 開館時間：図書館・図書室により異なる
- 休館日：火曜日、館内整理日（毎月最終木曜日）、特別整理期間、年末年始
- 貸出制限：津市に在住・通勤・通学している者。図書利用カードは全館共通。
- 貸出可能点数：図書、視聴覚資料合わせて10点（ただし視聴覚資料は2点まで）
- 貸出可能期間：15日間（延長は1回のみ可能）
- 予約、リクエスト、団体貸出可能。

## 津図書館

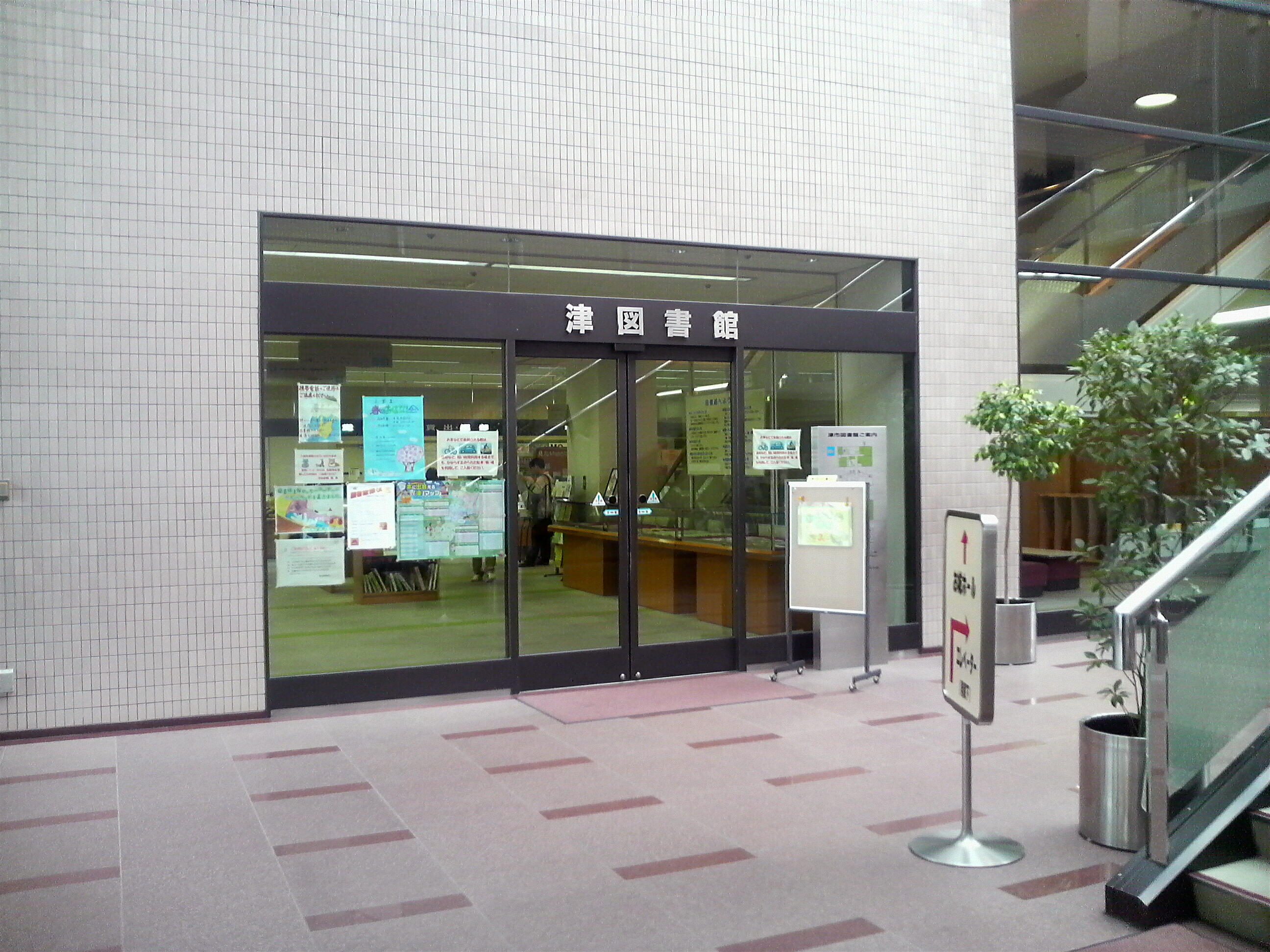
津図書館の入り口

津市津図書館（つしつとしょかん）は、三重県津市西丸之内23番1号の津リージョンプラザ1・2階にある。近鉄名古屋線津新町駅から徒歩9分のところにある。分室として、美杉町八知に美杉図書室を置く。「津市図書館の設置及び管理に関する条例」上は他の図書館と同じ扱いであるが、図書館予算が他館の10倍以上与えられ、館長、図書事務長、図書館管理担当・奉仕担当と内部で業務分掌があるなど、津市の中心的な図書館として機能する。
開館時間は9時から19時（土日祝日は17時まで）である。2014年（平成26年）度時点の視聴覚資料数は8,334点である。毎週木曜日と土曜日に幼児・小学生対象の「おはなし会」、第2・4木曜日に乳児と保護者対象の「ちいさなおともだちのおはなしかい」を開催する。また各種講座・講演会を視聴覚室で開いている。2015年（平成27年）現在、「マザーグース」、「おはなしのたね」、「ききゅう船」、「ポップコーン」の4団体がストーリーテリングのボランティアを行っている。

### 津図書館の歴史

#### 開館前史（-1974）
1909年（明治42年）に安濃郡建部村・塔世村が津市に編入された際に、報償金で図書館を設置することを議決し、翌1910年（明治43年）に安濃郡会で郡立図書館の設立を議論、1911年（明治44年）4月1日に新町大字古河にあった安濃郡庁内に安濃郡立図書館が開館した。1912年（明治45年/大正元年）時点の蔵書数は866冊（うち洋書2冊）、閲覧者数1,020人で、1921年（大正10年）には蔵書数2,317冊、閲覧者数1,470冊に増えた。しかし郡制の廃止により、1922年（大正11年）に安濃郡農会図書館に移行した。その後の動向は不明で、1937年（昭和12年）度末の三重県内の図書館一覧には安濃郡農会図書館は掲載されていない。
1960年代当時の津市には、中央公民館、一身田公民館、白塚公民館の3つの公民館があり、一身田公民館には図書室が設けられていた。一身田公民館図書室は1966年（昭和41年）時点で1,600冊を所蔵していたが、図書購入費が不足していたため、三重県立図書館の貸出文庫から毎月図書を借り受けて不足分を補っていた。白塚公民館に図書室はなかったが、同時点で325冊を所蔵していた。当時の三重県立図書館は事実上、津市の市立図書館の役割を代行し、津市も年間15万円を県立図書館に納めていた。また津市には県立図書館の貸出文庫を積極的に利用する20の熱心な読書グループがあり、図書館員との交流の中で市立図書館の必要性を認識し、津市立図書館設立実行委員会を立ち上げて市立図書館の設置を目指すようになった。

#### 図書館の設置運動（1974-1987）
津市立図書館設立実行委員会（以下、「実行委員会」）は、毎月例会を開いて図書館整備について研究し、市立図書館設置を求める5,600人の市民の署名を集めて1974年（昭和49年）12月2日に津市議会に提出した。市議会はこれを採択し、実行委員会は四日市市立図書館・名古屋市の瑞穂図書館・名東図書館といった先進図書館の見学を通して知見を高め、自作のジャンボ絵本を公園などで読み聞かせすることで一般市民の図書館への関心の高揚を図り、市民に図書の寄贈を求め、街頭に「バクの箱」という名の寄贈図書受け入れ箱を設置した。この活動はNHKでたびたび放映され、新聞の地方版で大きく取り上げられたことから多くの市民の知ることとなり、市議会は1975年（昭和50年）3月議会で、同年の予算に図書館設置の調査費40万円と図書費100万円を計上した。県立図書館があるのに今さら市立図書館を造る必要があるのか、という意見を持つ市民も中にはいたが、実行委員会では都道府県立図書館と市立図書館の役割の違いなどを丁寧に説き、必要性を訴えた。
購入された図書は津市中央公民館に配架され、1975年（昭和50年）8月2日に中央公民館は巡回文庫を開始した。1976年（昭和51年）には三重国体事務局跡を巡回文庫室に充当し、中央公民館から図書を移動した。当時の津市は市役所の建設を控えていたことから、巡回文庫の利用状況を見ながら図書館設置の是非を検討した。津市による巡回文庫の開始により、県立図書館は移動図書館の津市内での運行を取りやめ、県内他地域に移した。巡回文庫により、津市民による県立図書館の貸出文庫の利用は減少したものの、巡回文庫で読書習慣を身に付けた児童が直接県立図書館へ本を借りに行くようになった。1981年（昭和56年）には津市が移動図書館「ちどり号」を導入した。

#### 開館後（1987-）
上述のように図書館設置の下準備を整えた津市は、1987年（昭和62年）8月に約8万冊を保有する津市図書館を、同年5月に竣工した津リージョンプラザ内に開館した。開館当時の津市図書館は当時の津市民だけでなく、周辺市町村の住民も利用対象とする広域図書館としての役割を担っていた。ところが津市図書館の後を追うように周辺市町村でも市町村立図書館の開館が相次いだため、軌道修正が検討されるようになっていった。
1994年（平成6年）度の蔵書数は229,000冊、貸出冊数は74万冊であった。これまでは三重県立図書館が広明町にあり津市図書館とは近接し、協力関係にあったが、1994年（平成6年）10月に県立図書館は郊外の三重県総合文化センターへ移転したため、津市図書館は独立運営を模索することとなった。その結果、高度な専門書の収集は県立図書館に任せ、津図書館では日常的に利用する図書の収集に徹することとした。また津市内の学校図書館の司書の研修も担っている。

### 津図書館の貴重図書
貴重書として、有造館文庫4,614点、橋本文庫9,411点、絵葉書6,992点、井田文庫371点、稲垣家文庫2,537点、河邊家文書605点を所有する。これらの貴重図書は2階のレファレンス室で閲覧することができ、月替わりで1階と2階にあるガラスケースで展示を行っている。
「有造館文庫」は津藩の10代藩主・藤堂高兌が設立した藩校「有造館」の蔵書と同館発行書から成り、津市図書館の開館時に三重県立図書館から移管したものである。「橋本文庫」は津市で味噌や醤油の醸造業を営み、津商工会議所会頭や津市議会議長を務め津市の発展に貢献してきた橋本家から寄贈された近世・近代の資料群で、本居宣長・春庭・大平父子の著書などを含んでいる。「絵葉書」は橋本家が所有していたものを中心に、他の人からの寄贈品も含まれる。
「井田文庫」は、旧神戸村出身で、代々医師を務めてきた井田家から1992年（平成4年）5月に寄贈されたもので、天文学関係の図書と江戸時代の天体観測器具を中心に医学・易学・和算・郷土資料・世界地図を含む資料群である。「稲垣家文庫」は伊勢商人であった稲垣定穀の著書と蔵書、「河邊家文書」は庄屋や戸長を歴任した河邊家の保有していた公的・私的な文書群である

### 周辺
津図書館の周辺には、津市役所や津地方裁判所などの行政機関、津城跡とお城公園、高山神社などの史跡がある。
近鉄名古屋線津新町駅から徒歩9分のところにある。津リージョンプラザに隣接して津市役所の立体駐車場があり、456台駐車可能である。津リージョンプラザでイベントが開催されると立体駐車場は混雑する。

### 美杉図書室
津市津図書館美杉図書室（つしつとしょかんみすぎとしょしつ）は、津市美杉町八知5580番地2の津市美杉総合文化センター1階にある。JR名松線伊勢八知駅から徒歩1分のところにある。
床面積は48m2、職員は3人で、2015年（平成27年）度の図書室予算は686千円であった。2014年（平成26年）度の蔵書数は5,777冊で視聴覚資料はなく、貸出冊数は3,798冊であった。ISILはJP-1007235。開館時間は9時から17時までである。
春夏秋冬の4回、おはなし会を開催している。2015年（平成27年）現在、ボランティア団体「ひまわり」が読み聞かせを行っている。

#### 美杉図書室の歴史
1972年（昭和47年）10月に鉄筋コンクリート構造3階建ての美杉村総合開発センター（後に津市美杉総合開発センター）が落成し、その中に図書室が設けられた。同年11月に図書室内に公民館事務局が移転した。1976年（昭和51年）4月からは「移動公民館」と称して美杉村内を巡回して図書の貸し出しと社会教育の相談に応じた。
2014年（平成26年）3月31日、津市美杉総合開発センターと津市美杉庁舎を統合して津市美杉総合文化センターが新築開館し、図書室もそこへ移転した。

## 久居ふるさと文学館
津市久居ふるさと文学館（つしひさいふるさとぶんがくかん）は、三重県津市久居東鷹跡町2番地3にある。近鉄名古屋線久居駅から徒歩13分のところにある。分室として、久居新町にポルタひさいふれあい図書室を置く。延床面積・職員数・図書館費・蔵書数・貸出冊数のいずれも津図書館に次ぐ規模を有する。
開館時間は9時から18時（土日祝日は17時まで）である。2014年（平成26年）度時点で視聴覚資料は所蔵していない。第1・3土曜日に「おはなし会」、第4土曜日に本の紹介をする「ブックトーク」、第2・4水曜日に絵本を読み聞かせする「おはなしの森」を開催する。2014年度は、大人のための音読会と楽しい読み聞かせ講座を視聴覚室で開いた。2015年（平成27年）現在、「久居おはなしの会 かたつむり」、「わらべ読み聞かせ部会」、「どんぐり」、「ポップコーン」の3団体が読み聞かせボランティアを、「わらべ朗読部会」は朗読のボランティアに加え、文学作品の研究を行っている。

### 文学館の歴史

#### 一志郡立図書館・教育会附属図書館（1911-1945）
1910年（明治43年）11月に時の皇太子（後の大正天皇）が一志郡に立ち寄ったことを記念して一志郡教育会が図書館建設を提案し、5,713円の寄付金と738人の建設労働への奉仕を得て、1911年（明治44年）4月に久居町の一志郡役所の隣へ建設を開始、同年10月25日に開館式を挙行した。図書館は一志郡教育会から一志郡へ引き渡され、一志郡立図書館を名乗った。同館は三重県で最初の独立した建物を有する図書館となり、当時としては珍しく土足で入館でき、各室を自由に往来できたことから利用者に好評であった。1913年（大正2年）時点で4,741冊（うち洋書119冊）を所蔵し、23,654人の閲覧者が訪れた。
1922年（大正11年）の郡制廃止により一志郡教育会の運営に変わり、一志郡教育会附属図書館に改称、1926年（大正15年/昭和元年）時点では蔵書数4,132冊、閲覧者数14,258人で、予算規模は四日市市立図書館に次ぐ三重県内第2位であった。その後、第二次世界大戦の混乱で活動が休止し、三重県内に多く存在した他の図書館と同様に戦後復興することなく姿を消した。

#### 公民館図書室から文学館へ（1977-）
旧久居市は1977年（昭和52年）に久居市中央公民館を建設し、その中に郷土資料室と併設した図書室を設け、図書館業務を開始した。図書室はわずか100m2であった。清水正明の『三重県の図書館』 では「公民館図書室は次第に手狭となり、市民の間で図書館を求める声が高まった」旨が書かれているが、図書館準備室の担当者は市民の間から図書館設置を求める運動は特になく、建設準備中に意見を募集しても20件ほどしか集まらなかったと述べている。1991年（平成3年）、図書館の基本設計がコンペによって決定し、各地の図書館を視察して開館後の運営方針が練られていった。
図書館の建設工事は1991年（平成3年）9月20日に始まり、1992年（平成4年）12月12日に完成した。総工費は7億8280万円、備品費は3850万円であった。1993年（平成5年）に久居市図書館（愛称は「久居市ふるさと文学館」）が開館した。図書館は独立した建物で、鉄筋コンクリート構造3階建てである。開架室は機能重視のワンフロアで奇をてらわずにシンプルな構造であった。また車椅子でも利用しやすい間隔が広く背の低い書架を採用し、視覚障害者誘導用ブロック（点字ブロック）や多機能トイレの設置など、障害のある人にも利用しやすい施設として整備された。図書館の開館と同時に公民館図書室は閉鎖された。
久居市図書館は1994年（平成6年）から4年連続で人口3万人以上4万人未満の市に立地する図書館の中で貸出冊数が日本一となった。（市民の利用登録率47%、貸出冊数約25万冊で市民1人当たり6冊に相当した。）当時の司書は朝日新聞の取材に対し「特別なことはしていない」と回答している。これは、開館前の図書館視察の結果、「できうることをごく当たり前にやる」という方針で運営することが決まったからである。また、図書館の建設に際して多くの図書館に視察を受け入れてもらった恩返しとして、視察要望にはできる限り応じるようにし、利用者に対してはサービス業に徹して丁寧な接客を心がけた。2000年（平成12年）12月1日、図書を読み上げる機械を導入した。

### 文学館の貴重図書
貴重書として、信藤家大庄屋文書9,214点と箕浦家文書55点を所有する。「信藤家大庄屋文書」は久居藩統治下の本村組で大庄屋を務めた信藤家の11代目から寄贈された文書群で、ほとんどが江戸時代から明治時代の庄屋関係の資料である。久居藩の藩政期の様子が分かるほぼ唯一の資料群として貴重であり、詩文学者に関する資料も少量含まれる。「箕浦家文書」は久居藩家老の箕浦家の子孫から寄贈されたもので、久居城内の図を含む文書群である。

### 館内の構造
図書館は3階建てで、一般開架と児童開架を1階に集約している。できる限りシンプルに、というコンセプトで設計されているため、凝った意匠等はない。
1階は一般開架・児童開架を中心に、事務室、おはなしのへや、ブラウジングコーナーなどを配置する。一般開架は5段の書棚を基本とし、壁面の書棚は9段に、空調の吹き出し口の直下は表紙を見せる書棚とした。児童書架は3段と4段のもので構成し、奥におはなしのへやを設けている。
2階は展示ギャラリーを中心に、閲覧学習室、視聴覚室、会議室などを置いている。「展示ギャラリー」では久居地域ゆかりの人物に関する資料を常設展示している。エッチングの父と称される西田半峰、医師でありながら日本各地を旅して『東遊記』・『西遊記』を記した橘南谿、佐藤春夫に師事し『春の絵巻』などを著した中谷孝雄らにまつわる資料や中谷の文学仲間に関する資料がある。
3階は閉架書庫と機械室がある。敷地面積ぎりぎりに図書館を建てたこと、地下に書庫を設けると費用がかかることからやむを得ず書庫が3階になったという。

### ポルタひさいふれあい図書室

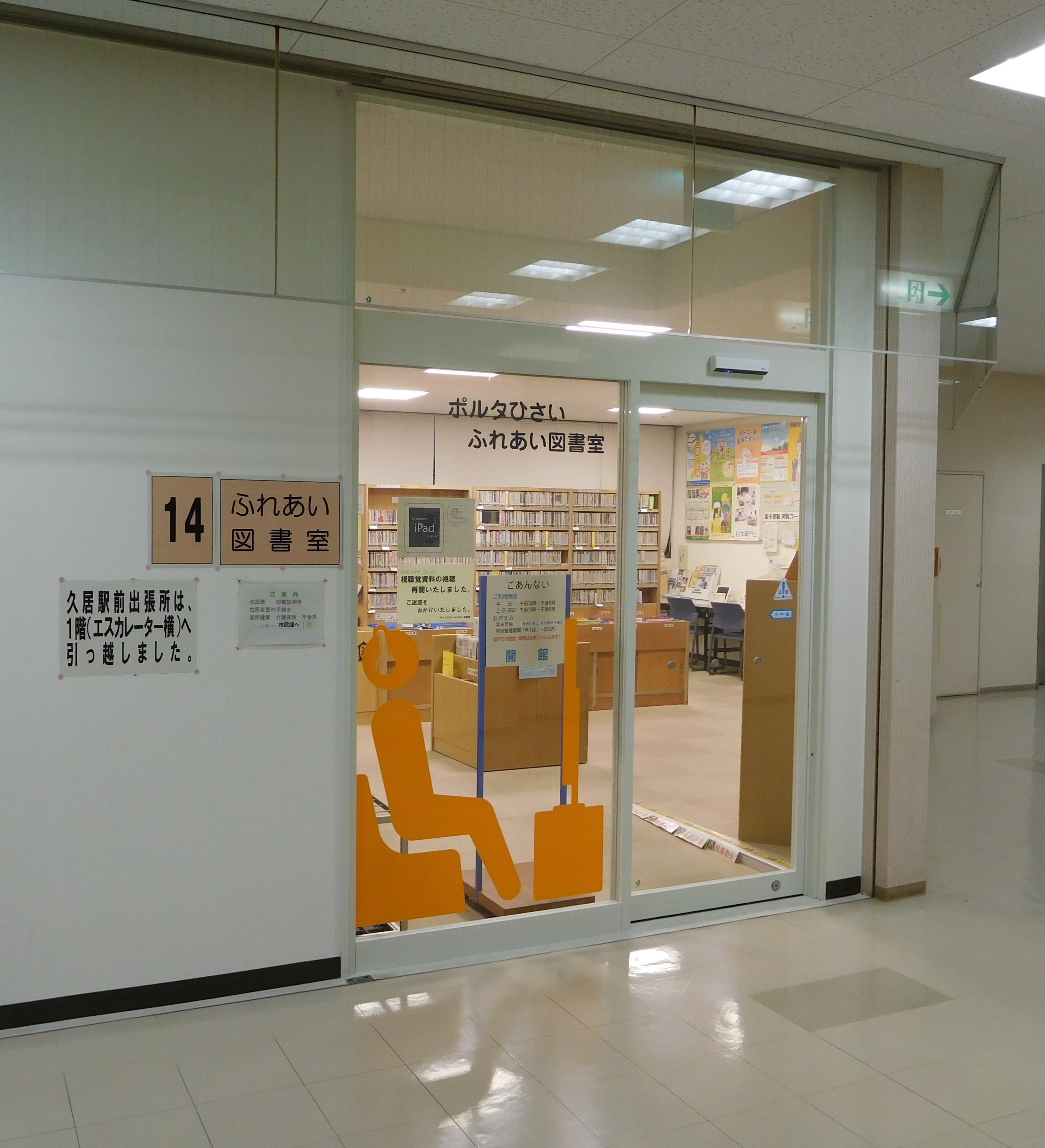
ポルタひさいふれあい図書室入り口（2017年）

津市久居ふるさと文学館ポルタひさいふれあい図書室（つしひさいふるさとぶんがくかんポルタひさいふれあいとしょしつ）は、津市久居新町3006番地のポルタひさいふれあいセンター3階にある。
床面積は75m2、職員は3人である。図書室を名乗っているが蔵書はなく、所蔵資料は新聞・雑誌・視聴覚資料に特化している。なお図書は他館からの取り寄せで対応する。2014年（平成26年）度の視聴覚資料数は5,778点、貸出冊数は6,184冊、貸出視聴覚資料数は3,019点であった。ISILはJP-1007236。開館時間は10時から21時まで（休日は18時まで）である。

#### ふれあい図書室の歴史
1998年（平成10年）8月に開設された。開設当初は図書を所蔵しており、2011年（平成23年）度時点の蔵書数は10,056冊、図書室の面積は201m2であった。読書機会の少ない人を呼び込もうという戦略の下で、図書室に健康器具を設置し、それを目当てに開館時間前から図書室には行列ができるほど人気を博した。この健康器具は電流が流れる椅子で、1回20分を要するため、その間雑誌を読み、隣で器具を使っている人と会話するという交流が生まれたという。
図書室のある「ポルタひさい」は久居都市開発の管理する久居駅ビルで、相次ぐテナントの撤退で債務返済が困難になり、久居都市開発は津市に土地と建物の買取を要請し津市側は了承、2014年（平成26年）7月より津市久居庁舎として利用するため改修工事を開始した。これに伴い図書室は一時休館し、2015年（平成27年）1月5日に業務を再開した。
2015年（平成27年）に新装開室した図書室は、旧図書室よりも規模を縮小、蔵書は他館へ移された。雑誌や視聴覚資料の閲覧機能に特化し、インターネットで予約した図書を通勤・通学途上で受け取ったり返却したりする「都市型」図書室としての活用を想定した施設となった。また電子書籍閲覧用にiPadが3台設置された。

## 河芸図書館
津市河芸図書館（つしかわげとしょかん）は、三重県津市河芸町浜田782番地にある。近鉄名古屋線豊津上野駅から徒歩19分のところにある。津市指定文化財の「馬術免許書類」を保有する。
開館時間は10時から18時である。2014年（平成26年）度時点の視聴覚資料数は録音図書を中心に816点である。おはなし室があり、毎月第3日曜日に「おはなし会」を開催している。2014年度は、図書館講座を3度開講した。2015年（平成27年）現在、読み聞かせを行う「ラッコの会」と音訳資料を制作する「音訳草笛の会」が河芸図書館でボランティアを行っている。

### 河芸図書館の歴史
1987年（昭和62年）10月に河芸町立図書館として開館した。当時の河芸町は津市のベッドタウンとして人口が急増しており、町役場に近接した丘陵地に町民の森を整備し、その一部を構成する施設として図書館が建設された。
1994年（平成6年）度末の時点で61,000冊を所蔵していた。当時の開館時間は9時から17時までで、休館日は月曜日、祝日、月末日、年末年始であった。この頃にはすでにラッコの会が第3日曜日に読み聞かせボランティアを行っていた。また町民らから寄贈を受けた文庫本を「みんなの本棚」と名付けたコーナーに集め、貸出期間・貸出冊数ともに無制限としていた。

### 河芸図書館の施設
鉄筋コンクリート構造2階建ての図書館単独の施設で、周囲の自然と調和した赤茶色の屋根が特徴である。玄関ホールはシャンデリアとステンドグラスで装飾され、ホール正面に田村一男の絵画「くろい雲 しろい峯」がある。
館内には資料展示室があり、自然科学コーナーと民俗民芸コーナーを設けている。奈良時代の須恵器、天文年間（1532年 - 1555年）の火縄銃、江戸時代の生活用品のほか、津市指定文化財の短柄槍や薙刀などを収蔵・展示する。

## 芸濃図書館

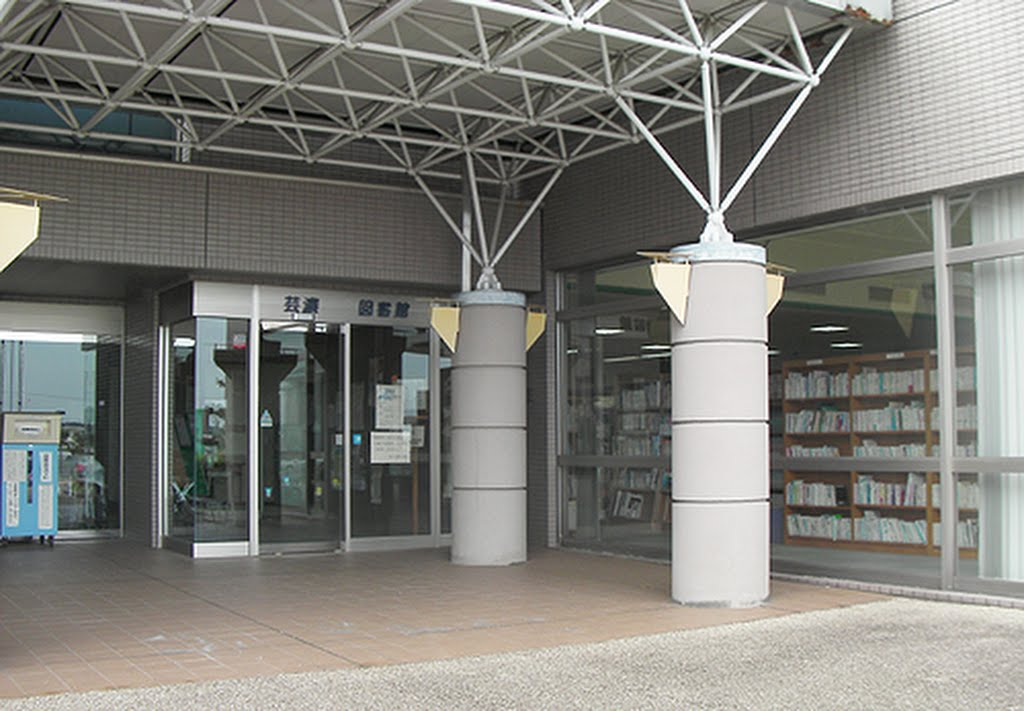
芸濃図書館（2012年）

津市芸濃図書館（つしげいのうとしょかん）は、三重県芸濃町椋本6824番地に所在する津市芸濃総合文化センターの1階にある。三重交通路線バス椋本停留所から徒歩6分のところにある。1997年（平成9年）4月に芸濃町総合文化センター内に芸濃町立図書館として開館した。芸濃総合文化センターでは1999年（平成11年）からペットボトルを使ったクリスマスツリーを毎年12月に設置、点灯している。
床面積は586m2、職員は5人で、2015年（平成27年）度の図書室予算は3,824千円であった。2014年（平成26年）度時点の蔵書数は63,645冊、視聴覚資料数はVHS・DVDを中心に834点、貸出冊数は59,224冊であった。ISILはJP-1002007。開館時間は9時から17時である。
「絵本の部屋」で毎月2回「おはなし会」を開催している。2014年度は、折り紙教室と児童文学講座を開講した。2015年（平成27年）現在、読み聞かせボランティア「こんぺいとう」が芸濃図書館で活動している。

## 美里図書館
津市美里図書館（つしみさととしょかん）は、三重県津市美里町三郷51番地3に所在する津市美里文化センター1階にある。津駅より自動車で約30分、三重交通路線バス美里総合支所前停留所から徒歩2分のところにある。
開館時間は9時から17時である。2014年（平成26年）度時点の視聴覚資料数はVHSを中心に750点で、美里村文化センター図書室時代はビデオ貸し出しが好調であった。学習室を利用したおはなし会を毎月1回開催している。2014年度は、夏休み期間中に折り紙教室を開講した。2015年（平成27年）現在、読み聞かせを行う「どんぐり」と歌や手遊びなどの行事を開く「Maimaiくらぶ」と「フレンズ・ポコ座」が美里図書館でボランティアを行っている。

### 美里図書館の歴史
1994年（平成6年）5月に美里村文化センターの完成とともに、同センター図書室として設置された。図書室自体は美里村役場の2階にそれ以前から設置されていたが、村民の認知度は低く、蔵書も3,000冊しかなかったため、貸出冊数は年間200冊程度にとどまり、貸し出しカードすらない状態であった。そこで美里村教育委員会では、美里村文化センターへの移転をきっかけに図書室の利用促進に乗り出した。まず、三重県立図書館や津市図書館（現・津市津図書館）などの近隣の大きな図書館との競合を避けるため、津市図書館にないアニメ本を配架し、ピカチュウなどのぬいぐるみで棚を飾ることで子供の来室を促進した。図書室予算は少なかったため、少しでも蔵書を充実できるよう司書は雇用せずに村職員が交代で業務にあたり、人件費削減に努めた。次に利用実績の良かった久居市図書館を見学し、丁寧な接客を実践した。続いて『図書室からのお知らせ』を毎月発行して図書館の本を紹介し、1995年（平成7年）からは三重県の図書館で初めてビデオの貸し出しを開始した。ビデオ貸し出しは功を奏し、1998年（平成10年）時点で250本の所蔵に対し、毎月300本を貸し出すほどで、バスの待ち時間を利用した来室や近隣市町村からの誘客にも成功した。取り扱うビデオは一般の商業作品だけでなく、自前のビデオ編集室で制作した図書室オリジナルの作品もあり、毎月1本のペースで制作を続けていた。
1994年（平成6年）度末の時点で開架8,000冊、閉架7,000冊の収蔵能力を有し、1998年（平成10年）時点で11,000冊超を所蔵していた。当時の休館日は土日祝日と年末年始であった。1999年（平成11年）12月には、子供の来室を促進しようと、職員がサンタクロースの衣装を着用して業務に従事した。

### 美里図書館の施設
鉄筋コンクリート構造の2階建て施設である津市美里文化センターの1階に図書館がある。図書館は開架室153m2と閲覧室62m2からなり、文化センター2階には研修室を兼ねた閲覧室、読書会などに利用可能な会議室がある。文化センターにはこのほか、小文化ホール、ふるさと歴史室がある。

## 安濃図書館

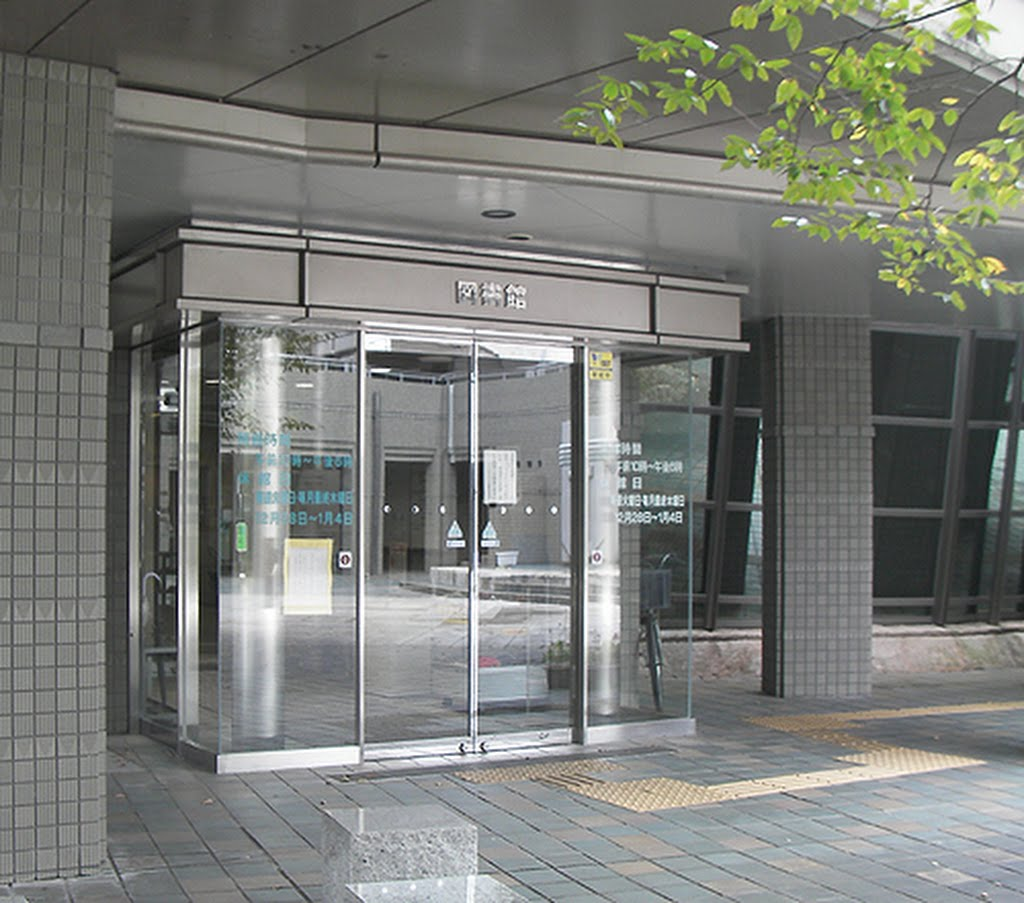
安濃図書館（2012年）

津市安濃図書館（つしあのうとしょかん）は、三重県津市安濃町東観音寺418番地に所在する津市サンヒルズ安濃1・2階にある。三重交通路線バス安濃総合支所前停留所から徒歩8分のところにある。サンヒルズ安濃は図書館のほか、ハーモニーホール、保健福祉センター、交流館から構成される複合施設で、図書館は独立した建物になっている。駐車場は235台分ある。
1996年（平成8年）7月に安濃町図書館として開館した。2001年（平成13年）7月4日にはISO 14001を取得した。
床面積は1,017m2、職員は6人で、2015年（平成27年）度の図書館予算は4,272千円であった。2014年（平成26年）度時点の蔵書数は91,167冊、視聴覚資料数はVHSを中心に1,081点、貸出冊数は61,629冊であった。ISILはJP-1002009。開館時間は10時から18時である。
第4土曜日に「絵本のよみきかせ」、年4回「スペシャルおはなし会」を開催している。2014年度は、「秋の読書マラソン」という企画を9月から11月にかけて開催した。2015年（平成27年）現在、読み聞かせボランティア「やまびこ会」が安濃図書館で活動している。館内に郷土資料室があり、町内の大城遺跡から2世紀前半のものとされる刻書土器が発見された際に展示会場となった。

## きらめき図書館

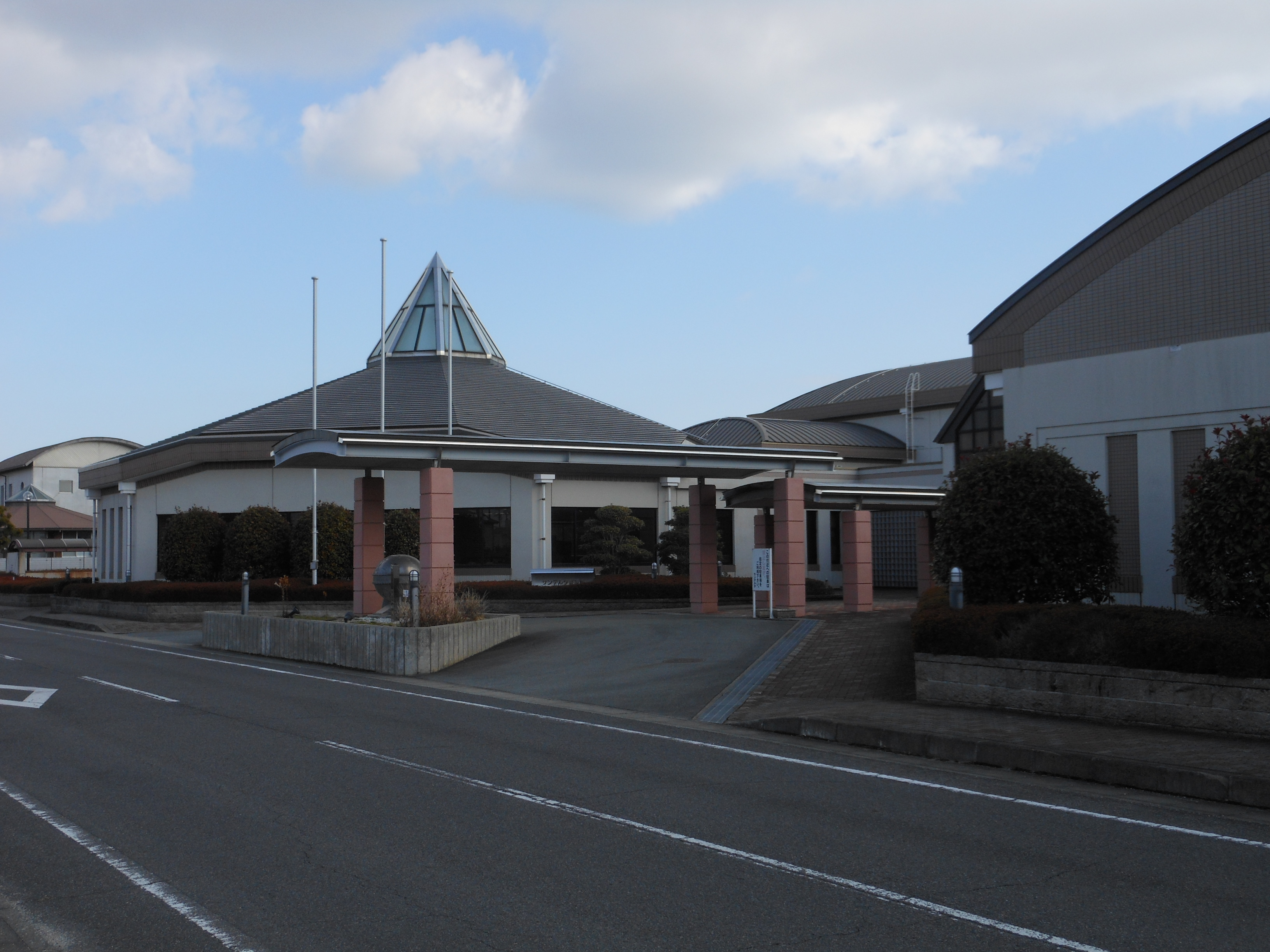
きらめき図書館（2013年）

津市きらめき図書館（つしきらめきとしょかん）は、三重県津市香良洲町2167番地に所在する津市サンデルタ香良洲1階にある。三重交通路線バス香良洲神社前停留所から約200m（約3分）または香良洲総合支所前停留所から徒歩4分のところにある。駐車場は130台分ある。
1994年（平成6年）9月に香良洲町立きらめき図書館として開館した。同年度末の蔵書数は13,700冊であった。翌1995年（平成7年）、古本のリサイクルコーナーを設置し、住民から寄贈された本の自由な貸し出しを開始した。
床面積は432m2、職員は4人で、2015年（平成27年）度の図書館予算は2,126千円であった。2014年（平成26年）度時点の蔵書数は43,319冊、視聴覚資料数はVHSを中心に1,206点、貸出冊数は29,676冊であった。ISILはJP-1002010。開館時間は9時から17時（ただし7・8月の平日は18時まで）である。
第2木曜日に「きらきらおはなし会」、3月・6月・12月に「読み聞かせ会」を開催している。2014年度は、クリスマス企画として「親子折り紙教室」を開催した。2015年（平成27年）現在、読み聞かせボランティア「まじっくぼっくす」と「きらきら星」がきらめき図書館で活動している。「まじっくぼっくす」はパネルシアターや人形劇も披露する。

## 一志図書館

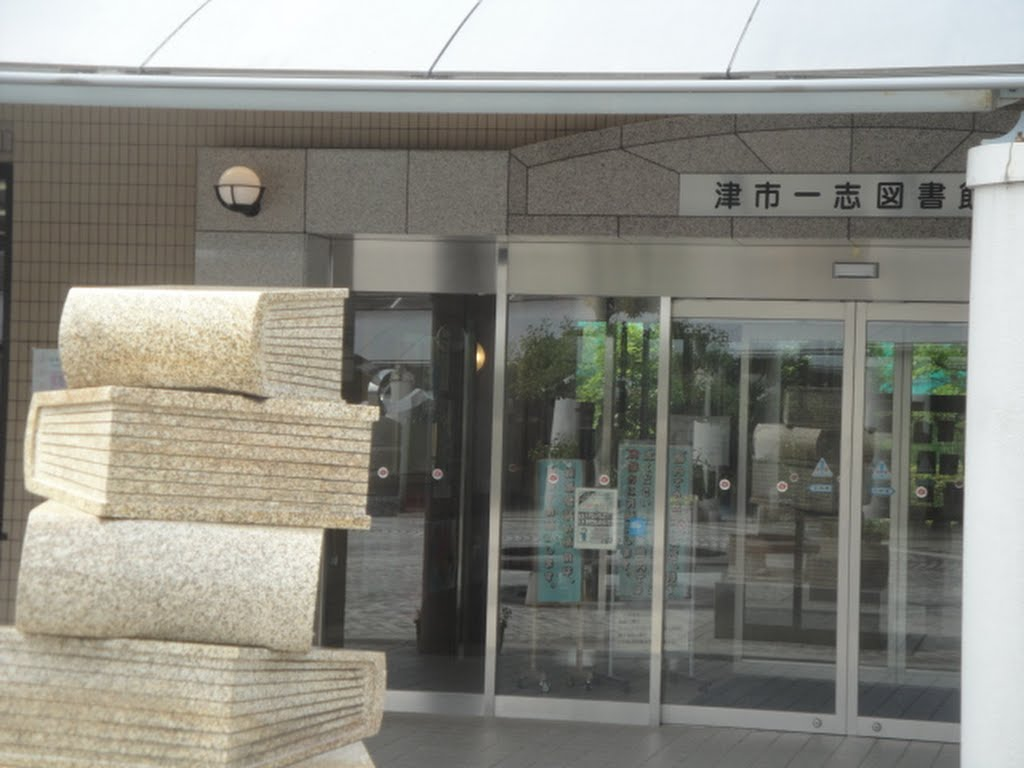
一志図書館（2013年）

津市一志図書館（つしいちしとしょかん）は、三重県津市一志町井関1792番地に所在する津市とことめの里一志内にある。とことめの里一志は地域の健康・福祉・生涯学習の拠点として、パターゴルフ場や一志温泉やすらぎの湯を併設しており、湯上がりの来館者も多い。
1997年（平成9年）7月に一志町立図書館として開館した。床面積は782m2、職員は7人で、2015年（平成27年）度の図書館予算は5,558千円であった。2014年（平成26年）度時点の蔵書数は90,454冊、貸出冊数は87,045冊で、視聴覚資料は所蔵していない。ISILはJP-1002011。開館時間は9時から18時（ただし7・8月の平日は19時まで）である。
第1・3木曜日に「小さい子向きおはなし会」、第2土曜日に「ひなたぼっこのおはなし会」、第4土曜日に「とことめっこのおはなし会」などを開催している。2015年（平成27年）現在、素語りボランティア「ひなたぼっこ」が一志図書館で活動し、毎年原爆の日前後には戦争を題材にした絵本や紙芝居の読み聞かせを行うことで、平和について考える機会としている。

### 一志図書館の交通
公共交通機関利用の場合、三重交通路線バス井関停留所が最も近く、徒歩約8分である。鉄道利用の場合、JR名松線一志駅から徒歩約21分または近鉄大阪線川合高岡駅から徒歩約22分である。

## うぐいす図書館
津市うぐいす図書館（つしうぐいすとしょかん）は、三重県津市白山町二本木1139番地2に所在する津市白山総合文化センター1階にある。津市コミュニティバス (白山地域)文化センター停留所から徒歩すぐ、または近鉄大阪線大三駅から徒歩約15分である。白山総合文化センターは旧白山町が市町村合併を控えた2003年（平成15年）に建設を開始した施設であったため、朝日新聞から「合併前の駆け込み投資では」と指摘された。
白山町中央公民館図書室は1981年（昭和56年）時点で700冊を所蔵していたが、利用実績が芳しくなかったため、「移動巡回図書館」と名付けた配本所を6つの地区公民館設置し、利用を促進した。2004年（平成16年）11月に白山町立うぐいす図書館として開館した。開館にあたっては伊勢市の図書館業務受託企業リブネットの支援を受けた。
床面積は1,030m2、職員は7人で、2015年（平成27年）度の図書館予算は5,490千円であった。2014年（平成26年）度時点の蔵書数は84,333冊、視聴覚資料数はDVDを中心に2,771点、貸出冊数は72,633冊であった。ISILはJP-1002012。開館時間は9時から18時（休日は17時まで）である。
毎週水曜日に「おはなし会」、第1・3土曜日に「ボランティアによるおはなし会」などを開催している。うぐいす図書館文化祭やわくわくとしょかんまつりなどの行事を開催している。2018年（平成30年）1月5日には、初の企画として司書が選んだ図書数冊を、英字新聞で作った袋に詰めて貸し出す「本の福袋」を実施する。2015年（平成27年）現在、読み聞かせボランティア「きいろいぼうし」と「よみっこ」がうぐいす図書館で活動している。